# Konstantínos Paspátis
Konstantínos Paspátis (en grec moderne : Κωνσταντίνος Πασπάτης), né le 5 juin 1878 à Liverpool et mort le 1er juillet 1903 à Athènes, est un joueur de tennis grec qui a participé au tournoi des Jeux olympiques de 1896 à Athènes.

## Biographie
Constantine George Paspatis est né à Liverpool, issu d'une famille de marchands grecque originaire de Chios ayant fait fortune en Angleterre. Son grand-père Nicholas Paspatis a fondé la branche indienne de la société Ralli Brothers (en) à Calcutta en 1851 où son père George y travaille dès les années 1870. Il est le cousin de Dimítrios Petrokókkinos contre lequel il a perdu au premier tour en double. Sa belle-sœur Eufrosine Paspati a pris la 3e place lors du tournoi de tennis des Jeux olympiques intercalaires de 1906. Exerçant la profession de banquier d'affaires, il résidait à Sefton Park (en).
Paspátis dispute le tournoi de tennis en simple, il bat le britannique George Stuart Robertson puis son compatriote Aristídis Akratópoulos avant de s'incliner contre le futur vainqueur John Pius Boland en demi-finale. Seuls les finalistes reçoivent une récompense. Cependant, pour des raisons statistiques, le CIO lui attribuera plus tard une médaille de bronze, partagée avec l'autre demi-finaliste Momcsilló Tapavicza. Il participe au tournoi de double messieurs avec Evángelos Rállis mais ils s'inclinent au premier tour. Lors de son inscription, il est affilié au Athens Lawn Tennis Club.

## Palmarès
- Jeux olympiques de 1896 à Athènes :
  -   Médaille de bronze en simple messieurs.